# 硫砷銅礦

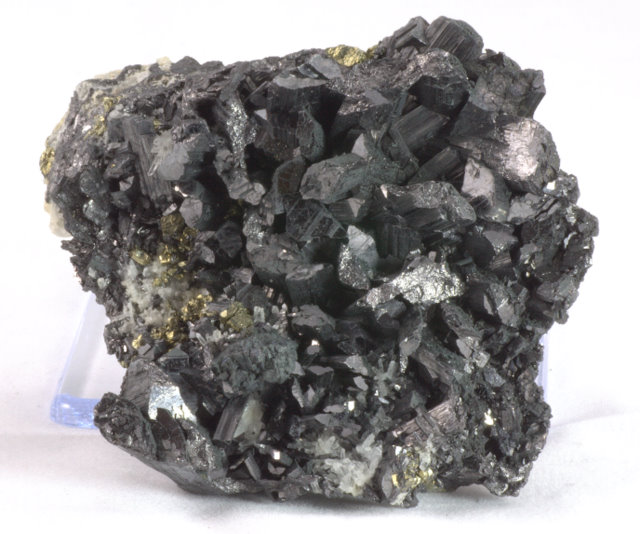

硫砷銅礦（英語：Enargite），化學成分組成為Cu3AsS4，主要由銅、砷、硫所構成。可提煉銅礦，或作為氧化砷的來源，是具有經濟價值的礦石礦物。

## 物理性質
具金屬光澤，灰黑的顏色和條痕為其特徵。晶癖常呈柱狀，柱面有平行條紋。顏色為灰黑至鐵灰色，顯微鏡下呈紅灰色。新鮮晶體的表面呈金屬光澤，但若長期暴露地表或潮濕空氣中，常在表面發生氧化而轉為銀白色，並失去光澤。
屬於正交晶系，晶體習性以柱狀晶體為主，有垂直條紋，有時呈緻密粒狀或塊狀。
莫氏硬度为3，比重为4.45。

## 化學特性
主要由銅、砷、硫所構成，在化學分類裡歸類在硫鹽，可以溶於硝酸中，加熱後產生二氧化硫臭味，類似大蒜味。
呂宋銅礦（Luzonite）與硫砷銅礦的化學成分相同，結晶構造不同，兩者互為同質異形（Polymorphism）礦物，呂宋銅礦為正方晶系，一般為塊狀，亦稱為塊狀硫砷銅礦，通常含銻，也稱硫銻銅礦。
| 臺灣標本 | 臺灣標本 | 理論組成（Berry & Maron, 1959） | 理論組成（Berry & Maron, 1959） |
| -------- | -------- | ------------------------------- | ------------------------------- |
| 硫       | 20～33％ | S                               | 32.6                            |
| 銅       | 31～48％ | Cu                              | 48.3                            |
| 砷       | 13～17％ | As                              | 19.1                            |
| 銻       | 0～1.2％ | （Sb＜6.0）                     | （Sb＜6.0）                     |

## 產狀
主要產於熱液礦床或交代礦床中，常與石英、方鉛礦、呂宋礦、斑銅礦、閃鋅礦、黃鐵礦、黃銅礦共生。 在野外，亮黑色柱狀晶體特徵以肉眼即可辨認，常聚集叢生成晶簇，生長在礦脈或岩石裂隙中，結晶隨地表深度變深而變大。

## 重要產地

### 臺灣地區

#### 新北市瑞芳區金瓜石金銀銅礦床
臺灣最早發現硫砷銅礦的紀錄是在1904年 (明治37年)，當時擔任金瓜石田中礦山探礦主任技術員的安間留五郎，於本山三坑首次發現石英脈中含有黝黑色含銅之礦物結晶，與黃鐵礦共生。此礦物標本經輾轉由日本東京大學地質礦物學者神保小虎與礦物學者和田維四郎兩位教授分析， 最後以其化學成分及結晶面角測定結果，確認為硫砷銅礦結晶。硫砷銅礦為金瓜石礦區的重要含銅礦物，是煉銅的主要礦石。

#### 新北市萬里區金包里金銀銅礦床
金包里礦山屬角礫狀礦體，以硫砷銅礦及黃鐵礦為主，脈石有明礬石和重晶石，紅土脈中含金。

### 世界其它地區
亞洲地區的菲律賓呂宋島曼卡揚（Mancayan），歐洲義大利薩丁尼亞島（Sardinia）、奧地利布里克斯萊格（Brixlegg），美國的蒙大拿州、猶他州、科羅拉多州、亞利桑那州等礦區以及秘魯、阿根廷等地。
1. 美國：Montana州的Butte, Utah州的Tintic；Colorado州的San Juan和Red Mountain；Arizona州的Magma礦區
2. 菲律賓：呂宋島 曼卡揚（Mancayan）
3. 義大利：薩丁尼亞島（Sardinia）的Alghero和Calabona
4. 奧地利：布里克斯萊格（Brixlegg）的Matzenkopfl
5. 非洲西南部納米比亞（ Namibia）： 楚梅布（Tsumeb）
6. 祕魯：Quiruvilca，Morococha和Cerro de Pasco
7. 阿根廷：La Rioja省的法馬蒂納山脈（Sierra de Famatina）

## 語源
异铜最初被描述为一个来自秘鲁胡宁大区的San Francisco vein铜矿的新种类。 名称来自希腊语έναργής，意为“截然不同的”，是参考其明显的解理。
异铜与方輝砷銅礦（lazarevicite）的化学式相同，但方輝砷銅礦是立方晶体结构。